# Nikkie de Jager
Nikkie de Jager (Wageningen, 2 de març del 1994) és una maquilladora neerlandesa coneguda sobretot pels seus vídeos de maquillatge al seu canal de Youtube NikkieTutorials.

## Biografia
De Jager va néixer el 1994 a Wageningen. El juny del 2008 va començar a carregar vídeos d'instruccions de diferents tècnics de maquillatge a Youtube. El febrer del 2020 tenia més de 13 milions de seguidors i els seus vídeos han estat visualitzats més d'1,2 mil milions de vegades. També és activa a Instagram, Facebook i Twitter. Es dirigeix sobretot a un públic internacional i fa els seus vídeos en anglès.
El 2015, un dels seus vídeos va ser l'inici d'una campanya de comunicació social amb l'etiqueta #ThePowerOfMakeup, on va maquillar la meitat de la seva cara per ensenyar la "diferència". El vídeo va rebre moltes reaccions i seguiments, de vegades com a protesta contra les reaccions i prejudicis negatius de la utilització de maquillatge. El gener del 2019 es va anunciar que De Jager seria l'Assessora Global de Bellesa de Marc Jacobs Beauty.
El 10 de febrer del 2020 va anunciar que seria la presentadora en línia del Festival de la Cançó d'Eurovisió 2020, que es va cancel·lar per la pandèmia per coronavirus de 2019-2020. Va ser una de les presentadores del Festival de la Cançó d'Eurovisió 2021 a Rotterdam.

## Vida personal
De Jager té dos germans. El seu germà menor, Mikai, va morir de càncer el 25 de maig del 2018. El 6 d'agost del 2019, De Jager es va comprometre amb la seva parella Dylan durant un viatge a Itàlia. El 13 de gener de l'any 2020, arran d'un xantatge, va sortir de l'armari com a dona transgènere mitjançant un vídeo al seu canal de YouTube titulat I'm Coming Out.